# なにわ男子 First Arena Tour 2021 ＃なにわ男子しか勝たん
『なにわ男子 First Arena Tour 2021 #なにわ男子しか勝たん』（なにわだんし ファースト アリーナ ツアー にせんにじゅういち ハッシュタグなにわだんししかかたん）は、なにわ男子の1st音楽映像作品。2022年2月23日にJ Stormから発売。

## 概要
2021年7月4日から9月19日にかけて行われた全国アリーナツアー『なにわ男子 First Arena Tour 2021 #なにわ男子しか勝たん』より、7月28日の横浜アリーナ・昼公演が収録されており、サプライズでCDデビューが発表された様子も収められている。
通常盤/初回プレス仕様DVD・Blu-ray、通常盤DVD・Blu-rayの計4形態で発売。全て2枚組で、DVDとBlu-rayの収録内容も同じ。
DISC2には「なにわ男子の全国選手権 #オレしか勝たん ダイジェスト」を収録。通常盤/初回プレス仕様は三方背・デジパック仕様となっており、LIVEフォトブックレット（40P）が封入されている。通常盤はトールケース仕様となっており、折りポスターが封入されている。

## 収録内容
※括弧内は原曲アーティスト。

### Disc 1
139分収録。
1. Overture
2. アオハル -With U With Me-
3. 僕空〜足跡のない未来〜
4. Seven Stars
5. なにわ Lucky Boy!!
6. ダイヤモンドスマイル
7. Jr.紹介ダンス
8. Shall we...?
9. 夜這星
10. Soda Pop Love
11. OH! サマーKING（Mr. KING）
12. Sha la la☆Summer Time（Kis-My-Ft2）
13. Ole Ole Carnival!（ジャニーズWEST）
14. 真剣SUNSHINE（Hey! Say! JUMP）
15. オモイダマ（関ジャニ∞）
16. 夏疾風（嵐）
17. 夢わたし
18. MC
19. Tell me! Tell me!（Lil かんさい）
20. シンデレラガール（King & Prince）
21. Big Shot!!（ジャニーズWEST）
22. 前向きスクリーム!（関ジャニ∞）
23. LOVE YOU ONLY（TOKIO）
24. Joy!!（SMAP） - 大西流星・長尾謙杜
25. 君だけに（少年隊） - 藤原丈一郎・西畑大吾・大橋和也
26. 欲望のレイン（KinKi Kids） - 高橋恭平・道枝駿佑
27. RUN（Sexy Zone）
28. truth（嵐）
29. 2 Faced
30. アホ新世界
31. 関西アイランド
32. Time View〜果てなく続く道〜
33. Soda Pop Love
34. バンバンッ!!（ジャニーズWEST）

### Disc 2
180分収録。
1. なにわ男子の全国選手権 #オレしか勝たん ダイジェスト
コンサートのMC中に行われたコーナー「なにわ男子の全国選手権 #オレしか勝たん」のダイジェスト映像[4]。

## チャート成績
DVDが9.3万枚、Blu-rayが15.8万枚を売り上げ、2021年10月18日付「週間DVDランキング」「週間Blu-ray Discランキング」共に初登場1位を獲得。合計した「ミュージックDVD・BDランキング」でも25.2万枚を売り上げ1位を獲得。自身初の「映像3部門」同時1位を獲得した。